# Promenade méditerranéenne
 (janvier 2021).
Si vous disposez d'ouvrages ou d'articles de référence ou si vous connaissez des sites web de qualité traitant du thème abordé ici, merci de compléter l'article en donnant les références utiles à sa vérifiabilité et en les liant à la section « Notes et références ».
Promenade méditerranéenne (le titre complet : Promenade méditerranéenne. Collection photographique de la duchesse de Berry. Les années 1850) est le titre du livre qui présente la collection photographique de la duchesse de Berry. (Céros éditeur, 2007).
Cette collection est un élément important de l'histoire de la photographie. La duchesse de Berry, en effet, considérée comme l'une des premières femmes qui aient collectionné les photographies, avait réuni plus d'une centaine des vues réalisées par les premiers photographes venus à Rome. Sa collection est l'une des plus anciennes et des plus séduisantes.
Cette collection contient des tirages de Frédéric Flachéron, Giacomo Caneva, Pompeo Bondini, Eugène Constant, James Anderson, Stefano Lecchi, Vittorio della Rovere, Firmin Eugène Le Dien, Disderi, Joseph Vigier, comte de Vernay, Pascual Perez, Pierre Émile Pécarrère, Antonio Perini, Domenico Bresolin et Félix Teynard.
Cette collection comprend des vues de Tivoli, Rome, Naples, Pompéi, Venise, Barcelone, Montserrat, Valence, Séville, des Pyrénées et de l'Égypte.